# Operace Broš
Operace Broš nebo Operace Beroš (hebrejsky: מבצע ברוש‎, mivca Broš, doslova operace Cypřiš) byla vojenská akce izraelské armády provedená v červenci 1948 během první arabsko-izraelské války, v době krátce po konci britského mandátu nad Palestinou a vzniku státu Izrael. Byla vedená v údolí Jordánu v Horní Galileji proti syrským invazním vojskům a skončila nerozhodným výsledkem. Šlo o součást širší ofenzívy Izraele (takzvané Bitvy deseti dnů) po skončení prvního příměří, kdy židovský stát ovládl okolí města Nazaret a města Ramla a Lod a všeobecně posílil svou vojenskou pozici.

## Dobové souvislosti
V listopadu 1947 přijala OSN plán na rozdělení Palestiny. Podle tohoto plánu měl být britský mandát nad Palestinou nahrazen dvěma samostatnými státy: židovským a arabským. V květnu 1948 pak skutečně vznikl nezávislý stát Izrael, ale okamžitě došlo k invazi jeho území několika armádami okolních arabských států. Údolí Jordánu bylo podle plánu OSN vymezeno pro arabský stát, ale v horských oblastech Galileje operovala dobrovolnická Arabská osvobozenecká armáda Fauzí al-Kaukdžího a zpoza Jordánu se do regionu tlačila syrská vojska. Území pod izraelskou kontrolou sestávalo tehdy z úzkého severojižního pruhu mezi Metulou a Tiberiasem.
Izraelci se v červnu 1948 rozhodli pro koordinovanou akci na posílení svých pozic v Galileji. Byla spuštěna operace Broš cílená proti syrské invazní armádě na březích Jordánu a operace Dekel namířená na pozice Fauzí al-Kaukdžího a jeho sil ve vnitrozemí Galileje.

## Průběh operace
Operace Broš byla spuštěna nad ránem 9. července 1948. Syřanům se v předchozích týdnech podařilo zajistit nevelké území na západním břehu řeky Jordán v okolí vesnice Mišmar ha-Jarden u mostu Bnot Ja'akov. Cílem izraelské operace bylo toto předmostí zlikvidovat. Vzhledem k tomu, že Syřané se na místě silně opevnili mělo jít o obchvatný manévr, jehož výsledkem mělo být přerušení syrských zásobovacích linií. Operaci velel Moše Karmel a prováděla ji Brigáda Karmeli, kterou vedl Mordechaj Maklef. Jeden z praporů dokázal překročit na východní břeh Jordánu, ale v těžké syrské střelbě se ženistům nezdařilo zbudovat pontonový most. Druhý prapor byl v tuto chvíli zadržen. Navíc se objevily zprávy, že Syřané plánují zaútočit na západ, směrem k Roš Pina, čímž by fakticky přervali izraelské teritorium podél Jordánu. Byl proto vydán rozkaz ke stažení z východní břehu. Při úsvitu Syřané přešli do protiútoku se silnou leteckou podporou. Bitva trvala dva dny a po celou dobu na východním břehu Jordánu zůstávala malá izraelská skupina sil. Docházelo zde k četným lokálním bojům a pohybům frontových linií. 14. července se Maklefovy síly pokusily o nový celkový útok, nyní obchvatem z jihu, ale opět neúspěšně. Celkem trvaly bojové akce devět dní. Pak bylo vyhlášeno příměří. Obě armády utrpěly četné ztráty, ale základní frontová linie zůstala beze změn.
Význam operace Broš byl v tom, že předurčil průběh hranice kontroly mezi Izraelem a Sýrií na dobu až do roku 1967, protože předmostí získané Syřany se nepodařilo během války v roce 1948 eliminovat a až do roku 1967 zde zůstávala nevelká demilitarizovaná zóna.